# Havsviks naturreservat
Havsviks naturreservat är ett naturreservat i Östhammars kommun i Uppsala län som omfattar en del av ön Raggarön.
Området är naturskyddat sedan 2007 och är 32 hektar stort. Reservatet består av hagar, ängar, gårdsmiljöer och granskog.